# Ryszard Likierski
Ryszard Likierski (ur. 5 stycznia 1942) – polski koszykarz występujący na pozycji obrońcy, reprezentant kraju.
Absolwent II Liceum Ogólnokształcącego im. Króla Jana III Sobieskiego w Grudziądzu.

## Osiągnięcia

### Drużynowe
- Uczestnik rozgrywek Pucharu Saporty (1969/1970 – ćwierćfinał)[2]

### Reprezentacja
- Uczestnik europejskich kwalifikacji olimpijskich (1972 – 7. miejsce)[3][4]